# 類聚国史
類聚国史（るいじゅこくし、るいじゅうこくし）は編年体である六国史の記事を、中国の類書にならい分類再編集した歴史書である。菅原道真の編纂により、892年（寛平4年）に完成した。

## 概要
宇多天皇の勅令を受けて、菅原道真が編纂した書籍であり、892年（寛平4年）に完成した。ただし、『日本三代実録』の部分については後世の加筆とされる。編纂の目的は政治での運用とされる。
仁和寺書籍目録によれば、もとは本文200巻、目録2巻、系図3巻の計205巻であったが、応仁の乱以降散逸し、現存するのは61巻のみである。
現存分は神祇、帝王、後宮、人、歳時、音楽、賞宴、奉献、政理、刑法、職官、文、田地、祥瑞、災異、仏道、風俗、殊俗という18の分類（類聚）ごとにまとめられている。特筆すべきは検索を容易にし、先例を調べる便宜を図っていること、原文主義をとって余計な文章の改変を一切排していることである。たとえば、神祇部の巻1、巻2は『日本書紀』をそのまま転載している。また、『日本後紀』の多くが失われているため、復元する資料としても貴重である。
中国の唐代では、詩文の作成や知識の整理のために、古典の中から必要な箇所を抜き書きして分類編纂することが広く行われ、これを類書と称した。この書も類書の形態を踏襲しており、日本における類書の一つと言える。